# Lee Wallard
Leland „Lee” Wallard (ur. 7 września 1910 w Schenectady, zm. 29 listopada 1963 w St. Petersburg na Florydzie) – amerykański kierowca wyścigowy.
Wallard startował w zawodach Indianapolis 500 w latach 1948–1951. Zawody w 1951 roku wygrał. Jako że w latach 1950–1960 wyścig ten był eliminacją mistrzostw świata Formuły 1, Wallard jest rekordzistą, jeśli chodzi o współczynnik zwycięstw do startów (wynosi 0,5).
Krótko po zwycięstwie w 1951 roku miał wypadek podczas wyścigu. Nigdy później nie wziął już udziału w wyścigach.

## Starty w Indianapolis 500
| Rok     | Nr      | Kwalifikacje | Wynik   | Okr. | Lider | Uwagi           |
| ------- | ------- | ------------ | ------- | ---- | ----- | --------------- |
| 1948    | 91      | 28           | 7       | 200  | 0     |                 |
| 1949    | 6       | 20           | 23      | 55   | 19    | skrzynia biegów |
| 1950    | 8       | 23           | 6       | 136  | 0     |                 |
| 1951    | 99      | 2            | 1       | 200  | 159   |                 |
| Łącznie | Łącznie | Łącznie      | Łącznie | 591  | 178   |                 |

## Wyniki w Formule 1
| Legenda oznaczeń w tabelach wyników Wyświetl szablon na nowej stronie | Legenda oznaczeń w tabelach wyników Wyświetl szablon na nowej stronie                                                                     |
| Oznaczenie                                                            | Wyjaśnienie |
| --------------------------------------------------------------------- | --- |
| Złoty                                                                 | Zwycięzca lub mistrzostwo |
| Srebrny                                                               | 2. miejsce lub wicemistrzostwo |
| Brązowy                                                               | 3. miejsce lub II wicemistrzostwo |
| Zielony                                                               | Ukończył, punktował (w klasyfikacji generalnej, gdy zdobył co najmniej jeden punkt na przestrzeni sezonu, poza trzema powyższymi opcjami) |
| Niebieski                                                             | Ukończył, nie punktował (w klasyfikacji generalnej, gdy nie zdobył co najmniej jednego punktu na przestrzeni sezonu)                      |
| Czerwony                                                              | Nie zakwalifikował się (NZ) |
| Czerwony                                                              | Nie prekwalifikował się (NPK) |
| Różowy                                                                | Nie ukończył (NU) |
| Różowy                                                                | Niesklasyfikowany (NS) (w klasyfikacji generalnej, gdy nie został sklasyfikowany w żadnym wyścigu sezonu)                                 |
| Czarny                                                                | Zdyskwalifikowany (DK) |
| Czarny                                                                | Wykluczony (WYK/EX) |
| Biały                                                                 | Nie wystartował (NW) |
| Biały                                                                 | Kontuzjowany (K/INJ) |
| Biały                                                                 | Wyścig odwołany (OD/C) |
| Bez koloru                                                            | Został wycofany (WYC/WD) |
| Bez koloru                                                            | Nie przybył (NP/DNA) |
| Bez koloru                                                            | Nie brał udziału w treningach (NT/DNP) |
| Bez koloru                                                            | Nie został zgłoszony (–) |
| Pogrubienie                                                           | Start z pole position |
| Kursywa                                                               | Najszybsze okrążenie wyścigu |
| †                                                                     | Nie ukończył, ale jego rezultat został zaliczony ze względu na przejechanie więcej niż 90% dystansu wyścigu.                              |
| *                                                                     | Sezon w trakcie |
| 1/2/3                                                                 | Punktowana pozycja w sprincie kwalifikacyjnym                                                                                             |
| Lista systemów punktacji Formuły 1                                    | |

| Rok  | Zespół           | Samochód     | Silnik         | 1   | 2     | 3     | 4   | 5   | 6   | 7   | 8   | Msc. | Pkt. |
| ---- | ---------------- | ------------ | -------------- | --- | ----- | ----- | --- | --- | --- | --- | --- | ---- | ---- |
| 1950 | Lou Moore        | Moore        | Offenhauser R4 | GBR | MCO   | 500 6 | CHE | BEL | FRA | ITA |     | –    | 0    |
| 1951 | Murrell Belanger | Kurtis Kraft | Offenhauser R4 | CHE | 500 1 | BEL   | FRA | GBR | DEU | ITA | ESP | 7    | 9    |